# Mũi Aya

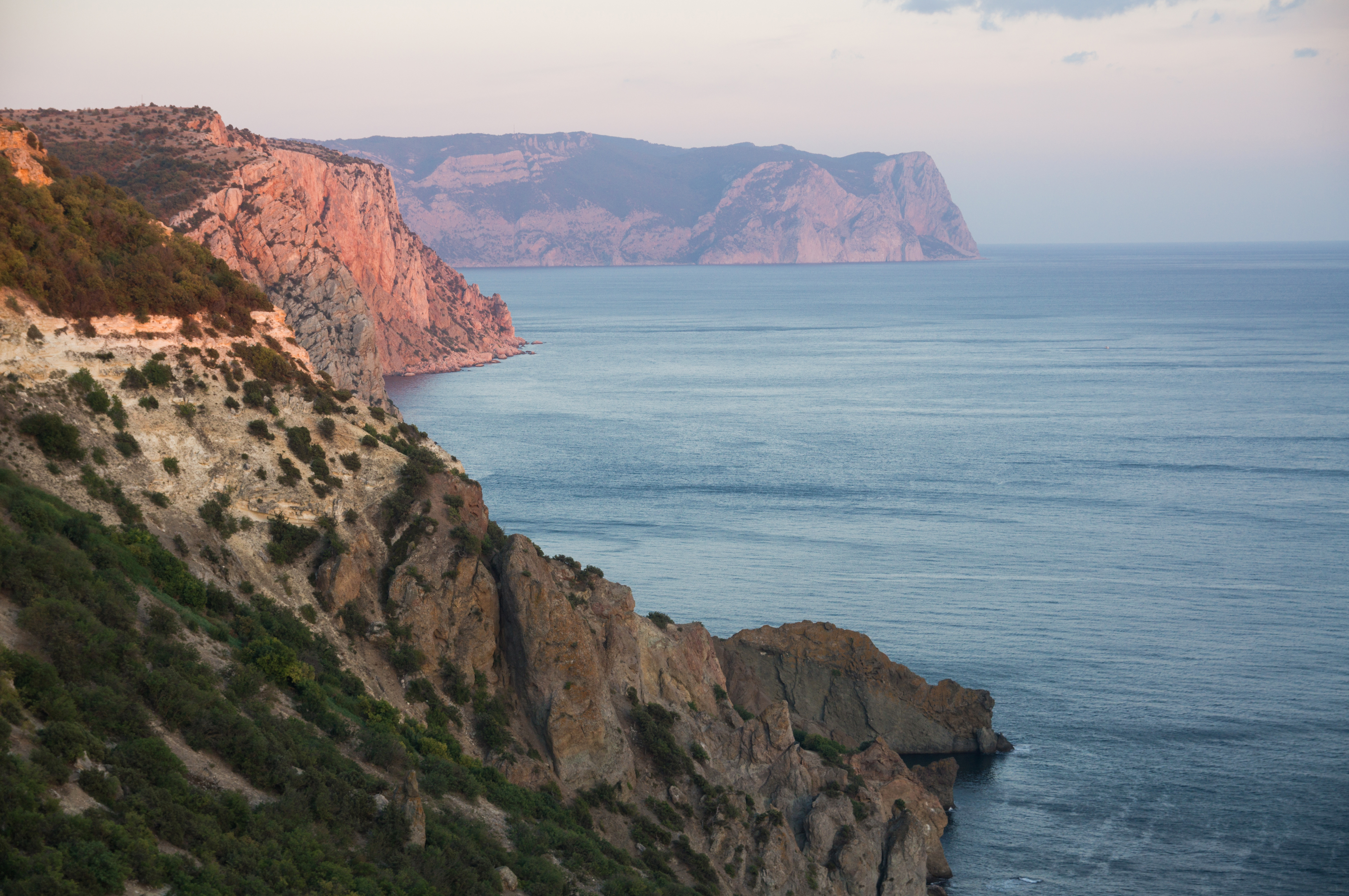
Mũi Aya

Mũi Aya, tức mũi đất Aya (tiếng Ukraina: Айя; tiếng Nga: Айя; tiếng Tatar Krym: Ayya; trong tiếng Hy Lạp Άγια có nghĩa là "vật thiêng"), là một mũi đất nhô ra biển Đen từ phía đông nam Balaklava (nay nằm trong địa phận Sevastopol). Nó là một nhánh núi ngang dài 13 km của dãy núi Krym, chia tách vịnh Laspi (về phía đông) với vịnh Balaklava (về phía tây). Điểm cao nhất trên mũi đất là vách đá Xanh, còn gọi là Kokiya-Kiya (cao 559 m).
Mũi Aya có rất nhiều hang động và nằm trong khu bảo tồn thiên nhiên. Trước đây Liên Xô từng đặt hệ thống tên lửa dẫn đường trên mũi đất này. Mũi đất Aya cũng là đề tài trong các bức tranh của Aivazovsky.